# Ephraim Fischel Rotenstreich
Ephraim Fischel Rotenstreich, auch: Rottenstreich, (geboren 28. Mai 1882 in Kolomea, Galizien, Österreich-Ungarn; gestorben Juli 1938 in Jerusalem, Völkerbundsmandat für Palästina) war ein polnischer zionistischer Politiker.

## Leben
Ephraim Fischel Rotenstreich war der Sohn eines Maklers. Er studierte von 1904 bis 1908 Philologie an der Universität Wien und wurde 1909 promoviert. Er war Lehrer in verschiedenen Städten Galiziens, 1918 zog er nach Lemberg. Sein Sohn Joshua wurde 1910 in Kolomea geboren, sein Sohn Nathan 1914 in Sombor. Joshua wurde Jurist in Palästina und Israel, Nathan wurde 1932 vom zionistischen Jugendverband Gordonia zum Studium an die Hebräische Universität Jerusalem nach Palästina geschickt und wurde dort Philosophieprofessor und Bildungspolitiker. 
Rotenstreich engagierte sich in der jüdischen Gemeinde, wurde Zionist und nahm ab 1911 an allen Zionistenkongressen (10. bis 18.) teil. Während des Polnisch-Ukrainischen Krieges stand er an der Spitze des Jüdischen Nationalrats in der West-Ukrainischen Volksrepublik (Żydowska Rada Narodowa Zachodnio-Ukraińskiej RL). Nach der endgültigen Eroberung Galiziens durch die Polen wurde er von diesen kurzzeitig inhaftiert.
Rotenstreich wurde 1922 bei dessen erster Konstituierung in den Senat der polnischen Republik gewählt und betätigte sich dort im Finanz- und Wirtschaftsausschuss. Er wurde 1927 bis 1930 Abgeordneter der Sejm. Beim 18. Zionistenkongress 1935 in Prag wurde er in den Exekutivausschuss der Jewish Agency gewählt. Im selben Jahr emigrierte er nach Palästina und arbeitete dort bis zu seinem frühen Tod als Abteilungsleiter für Handel und Industrie der Jewish Agency.
Rotenstreich veröffentlichte Artikel zu wirtschaftspolitischen Problemen in der hebräischen, jiddischen und polnischen Sprache.   